# JSFiddle
jsFiddle — одна из самых популярных сред веб-разработки (работающая в веб-браузере), позволяющая редактировать и запускать код, написанный на HTML, JavaScript и CSS, который будет называться «фиддлом». Есть возможность использовать библиотеки для JavaScript, такие как jQuery и препроцессоры для JS (например, TypeScript и JSX).

jsFiddle также позволяет работать совместно с другими людьми над одним фиддлом в режиме онлайн. А также, начиная с 2018 года на jsFiddle доступны Бойлерплейты для создания фиддла из предопределённых шаблонов и возможность создавать фиктивные асинхронные запросы.
Одно из популярных использований jsFiddle — вставка фрагмента кода в блоги, возможность делиться кодом через социальные сети и совместная работа над кодом.